# Holotrichia kanarana
Holotrichia kanarana är en skalbaggsart som beskrevs av Moser 1918. Holotrichia kanarana ingår i släktet Holotrichia och familjen Melolonthidae. Inga underarter finns listade i Catalogue of Life.